# Falling into You (chanson)
Pistes de Falling into You
Because You Loved Me Make You Happy
Falling into You est une chanson de Céline Dion qui se retrouve sur l'album Falling into You. Il sera lancé comme premier extrait le 19 février 1996 en Europe et en Australie.
Le vidéoclip a été dirigé par Nigel Dirk les 18 et 19 janvier 1996 et tournée en France.
Au Royaume-Uni, la chanson débute en 10e position. Il s'agit de la première chanson à débuter au top 10. En Espagne, la chanson est n.1. En Australie, la chanson débute en 27e position et sera 5 semaines plus tard en 12e position. La chanson également au top 10 en Pologne et en Norvège.

## Charts mondiaux
| Pays              | Meilleure Position | Certification | Vente   |
| ----------------- | ------------------ | ------------- | ------- |
| Allemagne         | 71                 |               |         |
| Australie         | 12                 |               |         |
| Autriche          | 28                 |               |         |
| Belgique Flanders | 20                 |               |         |
| Espagne           | 1                  |               |         |
| France            | 11                 |               |         |
| Irlande           | 15                 |               |         |
| Italie            | 19                 |               |         |
| Norvège           | 8                  |               |         |
| Nouvelle-Zélande  | 21                 |               |         |
| Pays-Bas          | 18                 |               |         |
| Pologne           | 3                  |               |         |
| Royaume-Uni       | 10                 | argent        | 200 000 |
| Suède             | 44                 |               |         |
| Suisse            | 19                 |               |         |